# Al-Mutadid
Abū al-ʿAbbās Aḥmad ibn Ṭalḥa ibn Jaʿfar ibn Muḥammad ibn Hārūn (arabsko أبو العباس أحمد بن طلحة الموفق, latinizirano: 'abu al abaas 'ahmad bn talhat almuafaki), bolj znan po svojem vladarskem imenu al-Mutadid bi-llāh (arabsko المعتضد بالله, dob. 'Iskanje podpore pri Bogu'), je bil od leta 892 do svoje smrti kalif Abasidskega kalifata, *  853/854 oz. 860/861, † 5. april 902. 
Bil je sin al-Muvafaka, regenta in dejanskega vladarja abasidske države med vladavino svojega brata, kalifa al-Mutamida. Kot princ je bodoči kalif služil pod svojim očetom med različnimi vojaškimi pohodi, predvsem pri zatiranju upora Zandž, v katerem je igral pomembno vlogo. Ko je al-Muvafak junija 891 umrl,  ga je al-Mutadid nasledil kot regent in hitro odstavil svojega bratranca in domnevnega dediča al-Mufavida. Ko je al-Mutamid oktobra 892 umrl, je al-Mutadid nasledil abasidski prestol. 
Al-Mutadidova oblast, tako kot očetova, je bila zelo odvisna od odnosov z vojsko. Ti so se prvič skovali med pohodi proti Zandžem in so se okrepili v kasnejših odpravah, ki jih je kalif osebno vodil. Al-Mutadid se je izkazal za vojaško najbolj aktivnega od vseh abasidskih kalifov. S svojo energijo in sposobnostmi mu je uspelo abasidski državi povrniti nekaj moči in provinc, ki jih je izgubila med nemiri prejšnjih desetletij. 
V nizu pohodov  je kalifatu povrnil province Džazira, Tugur in Džibal.  Zbližal sw je s Safaridi na vzhodu in Tulunidi na zahodu, kar mu je zagotovilo,  čeprav večinoma nominalno, priznanje suverenosti. Ceno njegovih uspehov je plačalo gospodarstvo, usmerjeno skoraj izključno v vzdrževanje vojske. To je imelo za posledico širitev in vzpon centralne fiskalne birokracije ter prispevalo k kalifovemu neslavnemu slovesu pohlepnega vladarja. Znan je bil tudi po svoji krutosti pri kaznovanju kriminalcev, ki je vključevalo obsežno in iznajdljivo mučenje. Med njegovo vladavino se je prestolnica trajno preselila nazaj v Bagdad, kjer se je ukvarjal z obsežnimi gradbenimi dejavnostmi. Četudi je bil trden podpornik sunitske tradicionalistične ortodoksije, je vzdrževal dobre odnose z Alidi, se zanimal za naravoslovje in obnovil sponzoriranje učenjakov in znanstvenikov. 
Al-Mutadidova vladavina je bila kljub uspehom prekratka, da bi trajno obrnila usodo kalifata. Preporod, ki ga je vodil, je bil namreč preveč odvisen od prisotnosti sposobnih osebnosti na čelu države. Kratka vladavina njegovega manj sposobnega sina in naslednika al-Muktafija je kljub temu prinesla nekaj večjih dosežkov, predvsem priključitev tulunidskih posesti. Njegovim naslednikom ni uspelo doseči njegove energije, pojavili pa so se tudi novi sovražniki, zlasti Karmati z zahodne in južne obale Perzijskega zaliva. V poznejših letih al-Mutadidove vladavine se je znotraj birokracije pojavilo frakcionarstvo, ki je za več desetletij  oslabilo abasidsko vlado. Vse to je na koncu privedlo do tega, da je kalifat postal domena vojaških mogotcev. Dogajanja so dosegla vrhunec z osvojitvijo Bagdada s strani Bujidov leta 946. 

## Smrt in zapuščina
Al-Mutadid je umrl v palači Hasani 5. aprila 902 v starosti 40 ali 47 let. Po državi so krožile govorice, da je bil zastrupljen, vendar je bolj verjetno, da so mu močno oslabili zdravje naporni pohodi in razuzdano življenje. Med zadnjo boleznijo ni upošteval nasvetov svojih zdravnikov in enega od njih celo zbrcal do smrti.
Za seboj je pustil štiri sinove in več hčera. Od njegovih sinov so trije – al-Muktafi, al-Muktadir in al-Kahir – vladali kot kalifi. Kalif ni postal samo njegov četrti sin Harun. Al-Mutadid je bil prvi abasidski kalif, pokopan v Bagdadu. On in njegovi sinovi so bili pokopani v nekdanji palači Tahiridov v zahodnem delu mesta. Palačo so kalifi uporabljali kot svojo drugo rezidenco.
Po besedah orientalista Karla Vilhelma Zetterstéena je al-Mutadid "podedoval očetovo obdarjenost kot vladar in se je odlikoval tako po svoji gospodarnosti kot vojaških sposobnostih. Kljub svoji strogosti in krutosti je postal eden največjih Abasidov". Al-Mutadidova sposobna vladavina je za nekaj časa ustavila upadanje Abasidskega kalifata, vendar so bili njegovi uspehi preveč odvisni od njega samega. Na koncu je bila njegova vladavina "prekratka, da bi obrnila dolgoročne trende in dolgoročno ponovno vzpostavila trdno abasidsko oblast".
Al-Mutadid je poskrbel, da je svojega sina in naslednika al-Muktafija pripravil na njegovo bodočo vlogo kalifa. V ta namen ga je imenoval za guvernerja Raja in Džazire.  Čeprav se je al-Muktafi trudil slediti očetovi politiki, mu je primanjkovalo energije. Močno militariziran sistem, ki sta ga vzpostavila al-Muvafak in al-Mutadid, je od kalifa zahteval aktivno sodelovanje v pohodih, dajanje osebnega zgleda in sklepanje vezi zvestobe med vladarjem in vojaki, okrepljenih s pokroviteljstvom. Kalifat je bil v naslednjih nekaj letih še vedno sposoben doseči velike uspehe, vključno s ponovno vključitvijo tulunidskih posesti leta 904 in zmagami nad Karmati, toda z al-Muktafijevo smrtjo leta 908 je tako imenovana "abasidska restavracija" prešla svoj vrhunec in začelo se je novo obdobje krize.
Oblast v državi so prevzeli višji državni  birokrati, ki so na prestol postavili šibkega in popustljivega al-Muktadirja. V naslednjih desetletjih so se povečali izdatki tako dvora kot vojske. Hkrati se je poslabšalo upravljanje in zaostrili spori med vojaškimi in birokratskimi frakcijami. Do leta 932, ko je bil al-Muktadir umorjen, je kalifat dejansko bankrotiral in oblast je kmalu prešla na vrsto vojaških mogotcev, ki so se potegovali za nadzor nad kalifom in naziv  amir al-umarāʾ. Proces je dosegel vrhunec, ko so leta 946 Bagdad zavzeli Bujidi in končali neodvisnost kalifa.   Kasnejši kalifi so postali simbolične figure brez vsakršnih vojaških in političnih pooblastil in neodvisnega finančnega vira.

## Družina
Al-Mutadidova edina žena je bila Katr al-Nada. Vsi njegovi sinovi so bili potomci konkubin. Al-Muktafijeva mati je bila Džidžak, sužnja turškega rodu. Šaghab, po rodu Grkinja, je bila v letih 851–867 sužnja hčerke Mohameda ibn Abdalaha ibn Tahirja, tahiridskega guvernerja Bagdada. Ona je bila mati kalifa al-Muktadirja.  Fitne, mati kalifa al-Kahirja in Dastanbuvajh, je bila verjetno tudi mati al-Mutadidovega sina al-Haruna, ki je umrl leta 967. Al-Mutadid je imel tudi hčerko po imenu Majmuna, ki je umrla leta 921.